# ریموت پلی
ریموت پلی (به انگلیسی: Remote Play) یک ویژگی از کنسول‌های بازی سونی است که برای پلی‌استیشن ۳، پلی‌استیشن ۴ و پلی‌استیشن ۵ امکان مخابره کردن خروجی صدا و تصویر را برای پخش در پلی‌استیشن همراه و ویتا فراهم می‌کند. این ویژگی برای تلفن‌های هوشمند و تلویزیون‌های سونی هم کاربردی است.

## پیشینه
ریموت پلی از سال ۲۰۰۶ تاکنون دچار تغییرات زیادی شده و از ابزاری برای انتقال فایل بین پلی‌استیشن ۳ و پلی‌استیشن همراه، تبدیل به یکی از مهم‌ترین قابلیت‌های ارتباطی بین ابزارهای دستی سونی، پلی‌استیشن ویتا، گوشی‌های اکسپریا، پلی‌استیشن ۴ و … شده‌است؛ اصلی‌ترین کاربرد آن، اجرای بازی‌های پلی‌استیشن ۴ به صورت استریم بر روی گوشی‌های Z3 و Z2 اکسپریای سونی علاوه بر کنسول دستی پلی‌استیشن ویتا می‌باشد.